# Fergus I mac Leite
Fergus I mac Leite – legendarny król Ulaidu z dynastii Milezjan (linia Ira, syna Mileda) w latach 26-14 p.n.e. Syn Leite’a (Leide’a), syna Rudraige’a I Mora („Wielkiego”) mac Sithrige, króla Ulaidu i zwierzchniego króla Irlandii.
Według „Laud Misc. 610”, średniowiecznego źródła z XV w., Fergus panował dwanaście lat nad Ulaidem z Emain Macha, notując na jego temat: Ferg[u]s m[a]c Lette m[eic] Rudr[aig]e .xii. blī[adn]a (fol. 107 a 36). Podano tutaj małymi literami rzymską cyfrę XII, oznaczającą dwanaście lat panowania. Objął tron po śmierci brata stryjecznego i arcykróla Fachtny Fathacha („Rozważnego”), który zginął z ręki Eochaida Feidlecha („Solidnego”) w bitwie pod Leitir Ruad w Corann (Connacht). Ten zajął tylko zwierzchni tron irlandzki.
Według sagi „Fergus mac Léti” miał spotkać wodne duszki nazywane lúchorpáin („małe ciała”); stworzenia próbują pociągnąć go do morza podczas jego snu. Jednak zimna woda zbudziła go, po czym schwytał je. W zamian za wolność istoty przyznały mu trzy życzenia. Jednym z nich była zdolność oddychania pod wodą. Tę zdolność mógł korzystać w jeziorze Rudraige’a (Zatoka Dundrum) w Ulaidzie. Pewnego razu postanowił popływać w tym jeziorze, gdzie spotkał węża morskiego Muirdrisa. Z tego powodu jego twarz była skrzywiona. Woźnica kazał mu tu zostać, a sam poszedł do stolicy Emain Macha, by omówić to wydarzenie. Bowiem zeszpecenie dyskwalifikowałoby go, jako króla. Mieszkańcy Ulaidu postanowili nie pozbawiać go władzy. Następnie zakazali pokazywania luster w jego obecności, tak by Fergus nigdy nie mógł zobaczyć swej deformacji. Siedem lat później, gdy chłostał służącą, otrzymał od niej prawdę o sobie. Fergus wrócił do jeziora Rudraige’a w poszukiwaniu węża morskiego. Doszło między nimi do walki, z której zwycięsko wyszedł Fergus, mając w ręku głowę Muirdrisa. Do mieszkańców Ulaidu powiedział „jestem ocalony”. Po czym Fergus zatonął martwy i przez cały miesiąc jezioro pozostało czerwone od krwi. Po jego śmierci tron Ulaidu objął brat stryjeczny, Fergus II mac Roich.